# Ruta comercial dels varegs als grecs

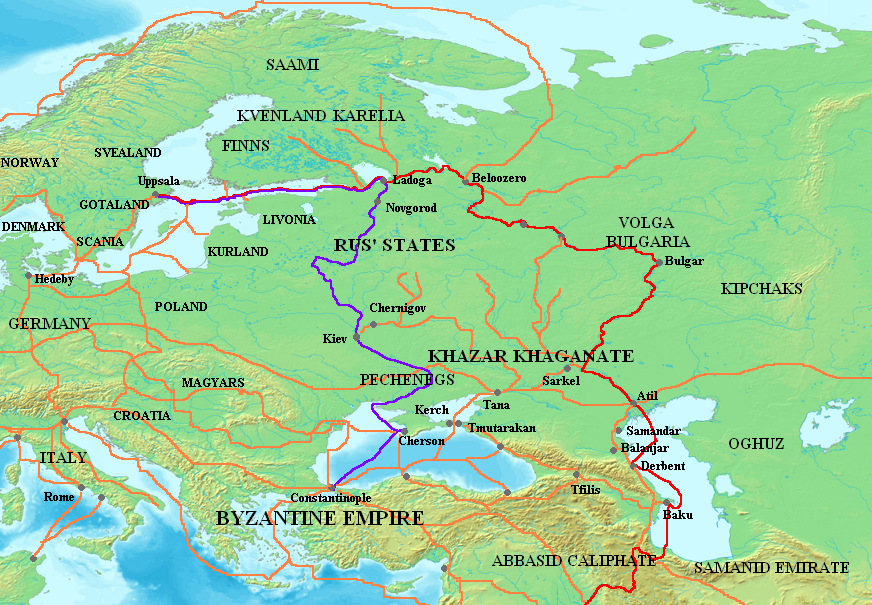
Mapa que mostra les principals rutes comercials dels varegs: la ruta comercial del Volga (en vermell) i la ruta comercial dels varegs als grecs (en violeta). Es mostren en taronja altres rutes comercials dels segles -.

La ruta comercial dels varegs als grecs  (rus: Путь «из варяг в греки»,  Put iz variag v greki ) va ser una ruta comercial medieval que unia Escandinàvia, el Rus de Kíev i l'Imperi Romà d'Orient, que ocasionalment era conegut com a Imperi dels Grecs. La ruta va permetre als comerciants varegs establir al llarg d'aquesta ruta, un comerç directe i pròsper amb Constantinoble, i que alguns d'ells es van instal·lar en aquests territoris (actualment de Belarús, Rússia i Ucraïna).
La ruta començava en algun dels centres comercials escandinaus, com Birka, Hedeby o Gotland, i després de travessar el mar Bàltic, s'endinsava en el golf de Finlàndia i seguia pel riu Nevà fins al llac Làdoga. Després, remuntava el riu Vólkhov, aigües amunt per les ciutats de Stàraia Làdoga i Veliki Nóvgorod, travessava el llac Ilmen i remuntava el riu Lóvat. Des d'allà, els vaixells havien de fer un Portaje al riu Dniprò, prop de Gniózdovo. Una segona ruta partia des del Bàltic i remuntava el riu Daugava i seguia al llarg del riu Kàsplia, fins a arribar a la regió de Smolensk, a la mateixa zona entre el Lóvat i el Dniprò, i també arribaven a Gniózdovo. Les dues rutes continuaven després aigües avall al llarg del Dniprò, creuant diverses zones de perillosos ràpids i arribaven a Kíev. Després d'entrar en el mar Negre seguien vorejant la seva costa occidental fins a arribar finalment a Constantinoble.
La ruta probablement va ser establerta a finals del segle viii o principis del IX i va adquirir gran importància des del segle x fins al primer terç del segle xi, juntament amb la ruta comercial del Volga i la ruta comercial dels khàzars als alemanys. L'ús de la mateixa va decaure a partir de la segona meitat del segle xi, amb l'auge d'altres rutes alternatives que van sorgir amb les Croades.

## Història

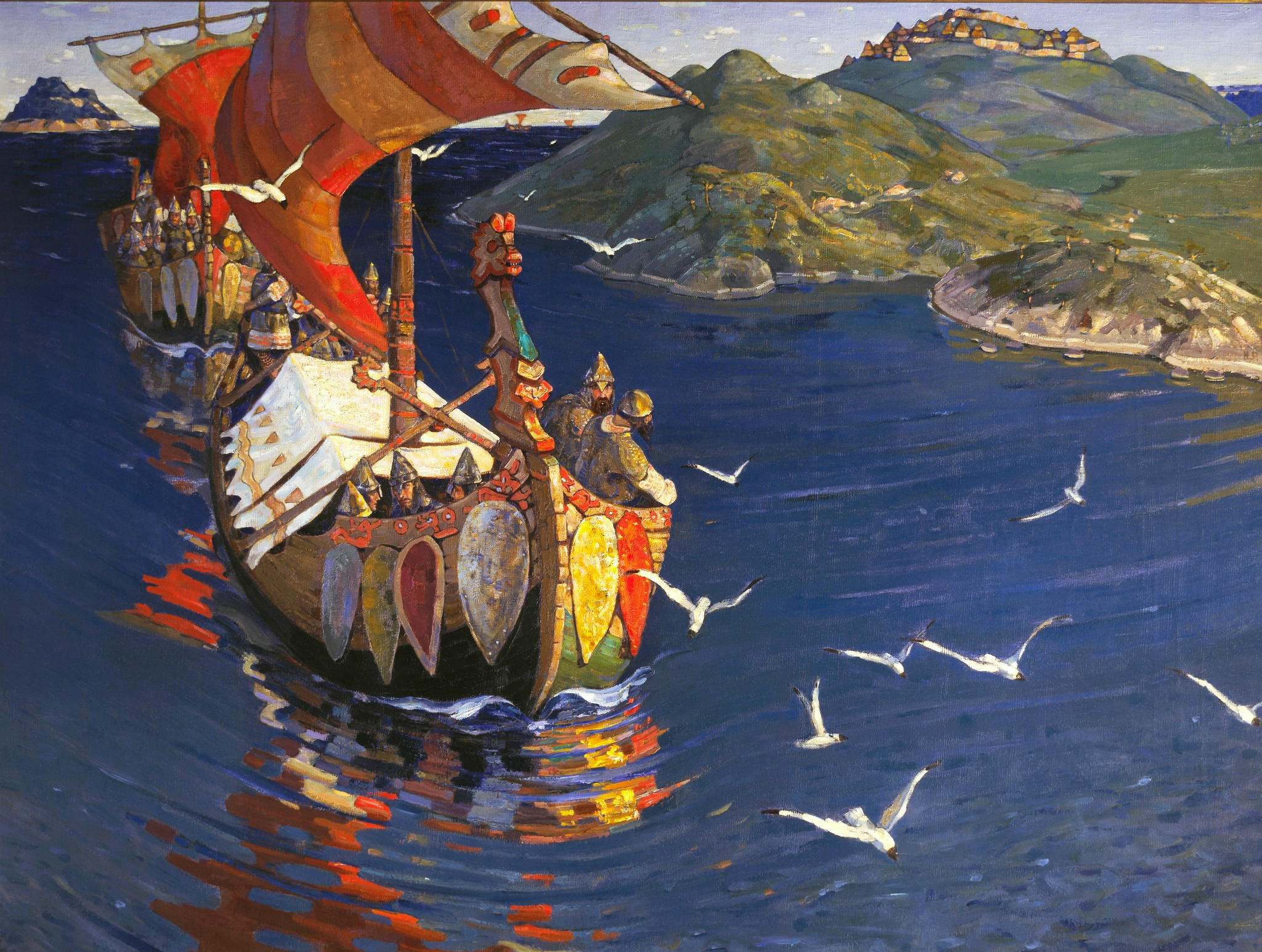
Hostes d'ultramar (1901), de Nicholas Roerich

La ruta dels varegs als grecs apareix per primera vegada esmentada en el Relat dels anys passats (1113), encara que de l'arribada dels varegs se sap molt abans, a principis de segle ix, quan els romans d'Orient ja van informar aquests nouvinguts a les seves regions. Encara que per a molts el terme ha arribat a significar «vikings», per als romans, englobava tots els escandinaus i els seus parents que vivien en el que ara és Rússia.
Segons Constantí VII, els kriviche si altres tribus dependents de Kíev transportaven velers alleugerats o monoxyla (amb bucs tipus leny realitzats buidant un tronc d'arbre), que podien acomodar trenta o quaranta persones, a diversos llocs al llarg dels rius, com Smolensk (Μιλινισκα), Liubech (Τελιουτζα), Txerníhiv (Τζερνιγωγα), Vyshhorod (Βουσεγραδε), Vitechev (Βιτετζεβη) i Kíev (Κια (ο) βα). Algunes d'aquestes ciutats van arribar a tenir noms alternatius en nòrdic antic, i Constantí cita algunes d'elles: Nóvgorod = Νεμογαρδα = Hólmgarðr = "illa tancada"; Nýgarðr = "Nova a prop»; Kíev = Kœnugarðr = «Drassana», i Σαμβατας = Sandbakki-áss = «carena banc de sorra». (La runa N 62 conserva el nom Vitaholmr («illot demarcació») per Vitichev). Després, aquests velers eren transportats al llarg del Dnièper fins a Kíev. Allà, eren venuts als varegs que els reequipament i carregaven amb la mercaderia.
Al Dnièper els varegs havien de realitzar un portatge dels seus vaixells en set zones de ràpids (que ja no existeixen, ja que van quedar submergits en la cadena d'embassaments establerta al riu entre 1950-1970), on havien d'estar en guàrdia davant els nòmades petxenegs. Els ràpids començaven aigües avall de Dnipropetrovsk on el riu es torna al sud i baixava uns 50 metres en un tram de 66 quilòmetres.
| Modern                             | Eslau                                                        | Nòrdic                                                 |
| ---------------------------------- | ------------------------------------------------------------ | ------------------------------------------------------ |
|                                    | Ne sǔpi [«no Dormir»], Εσσουπη                               | Sof eigi [«no Dormir»]                                 |
| Surskij [«sever»]; Lochanskij      | Ostrovǐnyj pragǔ [«illa-cascada»], Οστροβουνιπραχ            | Holmfors [«illa-cascada»], Ουλβορσι                    |
| Zvonets (kij) [«ficada de pota»]   |                                                              | Gellandi [«sorollós»], Γελανδρι                        |
| Nenasytets (kij) [«insaciable»]    | Nejasytǐ [«Pelicano» (nien allà)], Νεασητ                    | Eyforr [«mai violent»], Αειφορ                         |
| Volnyj, Volninskij [lloc d'onades] | Vlǔnǐnyj pragǔ [«onada-cascada»], Βουλνηπραχ                 | Bárufors [«onada-cascada»], Βαρουφορος                 |
| Tavolzhanskij                      | Vǐruchi [«riure»], Βερουτζη                                  | Hlæjandi [«riure» (referit al soroll d'aigua)], Λεαντι |
| Lishnij [«superflu»]               | Naprjazi? [«Doblegar ¿raça?»], Ναπρεζη; Na bǔrzǔ? [«Ràpid?»] | Strukum [«(en els) ràpids»], Στρουκουν                 |

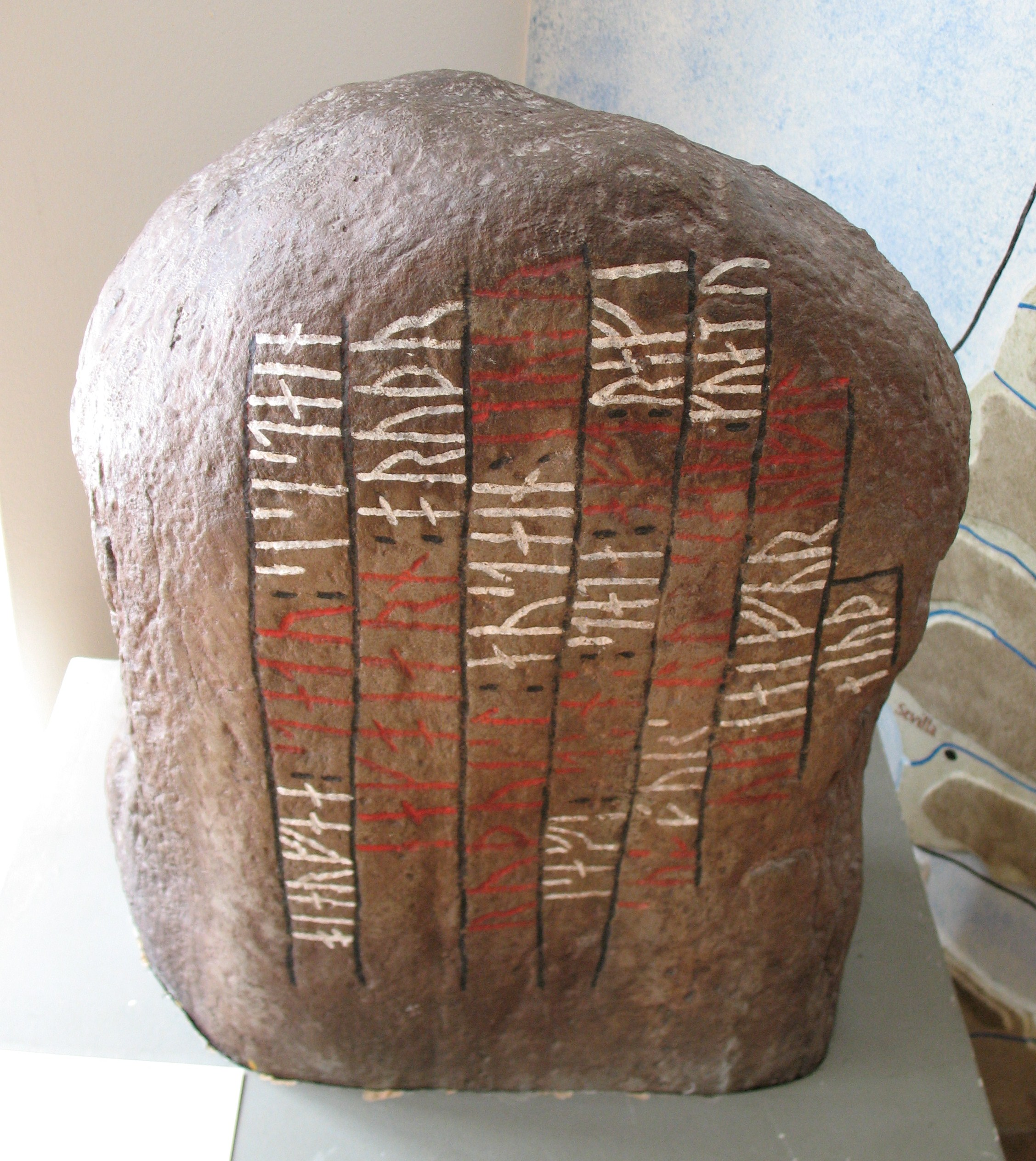
Una còpia de la runa acolorida runa G 280, que parla de mort en els ràpids del Dniepr.

Per sota dels ràpids, després havien de passar per un estret terreny rocós anomenat  Ford of Vrar  (en rus: encreuament Krariyskaya), on els varegs eren atacats amb freqüència pels petxenegs. Els varegs s'aturaven a l'illa Sant Jordi (Jortytsia). Després, equipaven els vaixells amb les veles a l'illa Berezan, a l'estuari del Dnièper, i continuaven navegant al llarg de la costa occidental del mar Negre fins a arribar a Constantinoble (en eslau: «Tsargrad», en nòrdic antic: «Mikligarðr»).
La ruta dels varegs als grecs estava connectada amb la resta de vies navegables d'Europa oriental, com la ruta navegable Pripyat-Bug Occidental que encapçalava l'Europa occidental, o la ruta comercial del Volga, que baixava les vies navegables de la conca del Volga fins al mar Caspi. Una altra branca enllaçava el Dnièper i el riu Buk-Usyazh cap a Lukoml i Polotsk.
La ruta entre els varegs i els grecs era utilitzada per a transportar diferents tipus de mercaderia: vi, espècies, joieria, vidre, teles costoses, icones i llibres arribaven des de l'Imperi Romà d'Orient; Kíev l'utilitzava per al comerç de pa, productes fets a mà, monedes de plata, etc.; Volinia comercialitzava filoses i altres articles; d'Escandinàvia arribaven certs tipus d'armes i artesania, el Rus del Nord oferia fusta, pell, mel i cera, i les tribus bàltiques comerciaven amb ambre.
A la segona meitat del segle xi, les Croades van obrir rutes més lucratives des d'Europa a l'Orient a través dels estats croats de l'Orient Mitjà. En aquest moment, el Rus de Kíev ja havia enfortit els seus llaços comercials amb Europa occidental, i la ruta de la varegs als grecs va perdre gradualment importància. (Per a una ruta militar relacionada, vegeu ruta Muravsky).

## En la ficció
- Una gran part dels best-sellers suecs de novel·la històrica «Els drakkars» («Rode ORM") descriu les aventures de la tripulació d'un vaixell danès (amb un pilot de Gotland), prenent aquesta ruta a finals de segle x.
- A Byzantium , la novel·la de Stephen R. Lawhead, el personatge principal, un monjo irlandès del segle x, és capturat pels raids vikings i portat des de Scandia a Constantinoble a través d'aquesta ruta.
- En el còmic el Príncep Valent, pàgines 932 (19 de desembre de 1954) a 988 (15 de gener de 1956), el personatge principal i acompanyants viatgen en dos drakkars des de Constantinoble a Scandia emprant aquesta ruta, i en ella és on es troben amb patzinakos i polotjanos.